# Spisula raveneli
Spisula raveneli is een tweekleppigensoort uit de familie van de Mactridae. De wetenschappelijke naam van de soort is voor het eerst geldig gepubliceerd in 1832 door Conrad.

Rechter klep
Linker klep